# 伯頓斯布里奇 (伊利諾伊州)
伯頓斯布里奇（英語：Burtons Bridge）是位於美國伊利諾伊州麥克亨利縣的一個非建制地區。該地的面積和人口皆未知。

## 地理
伯頓斯布里奇的座標為42°16′47″N 88°13′44″W / 42.27972°N 88.22889°W，而該地的平均海拔高度為225米（即738英尺）。